# ام سيح (السويق)
ام سيح منطقة سكنية تقع في ولاية السويق، التابعة لمحافظة شمال الباطنة في سلطنة عمان. يقدر عدد سكانها بـ 3677 نسمة حسب إحصاء عام 2010 التابع للمركز الوطني للإحصاء والمعلومات الحكومي. رمز المنطقة هو 60620030
1. ↑  تعداد بيانات 2010 حسب التجمعات السكانية. المركز الوطني للإحصاء والمعلومات. 2012. {{استشهاد بكتاب}}: الوسيط |تاريخ الوصول بحاجة لـ |مسار= (مساعدة)

## الوصلات الخارجية
- المركز الوطني للإحصاء والمعلومات، سلطنة عمان